# Rusticus
Rusticus är ett anonymnamn på en träsnidare verksam i början av 1500-talet.
Rusticus var verksam som träsnidare på Gotland och utförde ett antal träskulpturer i en konstnärligt förenklad och naiv form. De två helgonfigurer han utförde för Bäls kyrka och Eke kyrka ingår numera i Gotlands fornsals samling.  